# Parc des Forges d'Aron
Le parc des Forges est situé dans la commune d'Aron dans le département de la Mayenne.
Il est devenu parc de loisirs le 29 mars 1986 après son achat par la commune d'Aron. (Déjà en 1974, une précédente municipalité avait tenté de faire l'acquisition de ce domaine, sur lequel se trouve l'étang de la Forge). Le domaine est limitrophe de l'agglomération d'Aron, dans sa partie sud. Il comprend en effet un étang de 11 ha, le pourtour de celui-ci ainsi qu'un parc de 4,5 ha sur lequel se trouve une maison bourgeoise de belle apparence, une maison de gardien ainsi que des dépendances.

## Tour ronde
Au milieu du parc, se dresse  une tour ronde, entourée d'un double fossé aujourd'hui comblé, unique vestige d'un château féodal qui fut détruit à la fin de la guerre de Cent Ans. Construit au XVe siècle, le château d'Aron n'existe plus aujourd'hui. Les ravages de la guerre de Cent ans, puis la Ligue, ont contribué à sa destruction.

## Activités industrielles

### Origine
Pour augmenter le volume des eaux et les assainir par un courant rapide, et aussi  pour établir des moulins et une grosse forge, D'Arglentier, seigneur d'Aron, entreprend au commencement du XVIe siècle de détourner la rivière de l'Aron. Henri IV régularisa par lettres royales cette entreprise et contre laquelle protestaient quelques propriétaires riverains du canal de dérivation.
Les eaux qui avaient servi à défendre l'accès du château furent utilisées comme force motrice, lorsqu'on y établit une grosse forge. Le lieu paraissait propice pour la fabrication du fer. Il était aisé de construire les bâtiments nécessaires.

### Les forges d'Aron
Dès 1462, on trouve mention écrite de forges. En 1700, un document les décrit, parlant de leur puissant outillage, en particulier de leur marteau légendaire par sa taille. À cette époque, le minerai de fer est extrait des forêts environnantes, comme la forêt de Pail, par exemple. 
En face de l'étang, on apercevait dans une niche du mur de la forge la statue de Saint-Eloi au-dessous était gravée dans la pierre cette inscription : Forge d'Aron rebâtie par Messire L. Pouyvet de la Blinière, conseiller au Grand-Conseil, seigneur de Bourgon, Aron, Bois-au-Parc, Bourgnouvel, Hermet, Landepoutre, Neuvillette, Pré-en-Pail, Couptrain, etc., et conduite par D. Prieul, directeur, en l'année 1746..
Les héritiers de Louis Pouyvet de La Blinière vendent par contrats en 1768 devant Bronod et Maigret, à Pierre Le Nicolais : 1. La terre de Neuvillette, en Jublains, 2. La terre d'Hermet, en Mézangers, et de Bourgnouvel, 3. La terre de Bourgon, en Loiron, 4. La terre de Bourgon, en Montourtier. Les biens comprenaient entre autres les grosses forges, fourneaux et fenderie d’Aron, la maison d’habitation du maître de forge, les cours et jardins, les bâtiments servant aux ouvriers …, et les étangs, c'est-à-dire, celui de l'ancien château ou de la Forge, et ceux du Viel-Aunay et de Beaucoudray, ainsi que le moulin de Beaucoudray.
En 1760, les forges produisent 5 000 quintaux de fer et 7 000 quintaux de fonte. Les héritiers de Le Nicolais louent, pour 9 années à partir de 1790, les grosses forges d'Aron et d'Hermet aux frères Joseph, Jean-Hugues et René-Benoît Le Sayeux, négociants.
En 1840, on trouve encore trace de production. Mais, à l'époque, les 274 ouvriers qui y travaillent fabriquent surtout chaudrons, marmites et poêles. Les forges constituèrent longtemps l'activité principale d'Aron. D'abord à bras, elles devinrent hydrauliques à partir du XVIe siècle. Or, les maîtres de forges, au XIXe siècle, étaient considérés comme des notables, dont la réputation allait bien au-delà des frontières du département.

### Maître de forges
Deux d'entre eux firent particulièrement parler d'eux : 
- Joseph Pierre Riondel, dont le fils Jean Albert Riondel, né en 1830 à Aron se distingua en tant qu'officier de marine. Il œuvra beaucoup pour les pêcheurs de haute mer qui, à l'époque, disparaissaient souvent au large, happés par des bateaux de gros tonnage qui ne voyaient pas leurs plus petites embarcations. Il parvint à délimiter des voies maritimes différentes pour les grands et petits bateaux.
- Louis Bigot.

### La filature d'Aron
En 1846, changement de cap. Les Forges deviennent filatures de chanvre et retorderie de coton. Le directeur de l'usine habite dans la maison bourgeoise qui s'est édifiée sur le domaine. L'entreprise textile restera implantée à Aron jusque dans les années 1970.

## Eugène Sue
Eugène Sue (1804-1857) était le parent du maître des forges Louis Bigot et aurait rédigé son roman Le Juif errant au premier étage de la tour d'Aron, faisant ensuite parvenir ses écrits à son journal par la diligence de Paris. Cette anecdote de la tradition orale aronaise a abouti à faire baptiser la tour Tour Eugène Sue, mais aucune preuve matérielle n'atteste de son authenticité et les écrits savants consacrés à Eugène Sue ne font pas mention d'un tel séjour.

## Étang
L'eau de l'étang servira à alimenter en énergie hydraulique les forges d'Aron-le-Bruant. Elles étaient installées sur le terrain attenant, aujourd'hui propriété des Scieries Hubert, qui y avaient un dépôt.